# CR7 (galaxie)
Pour les articles homonymes, voir CR7.

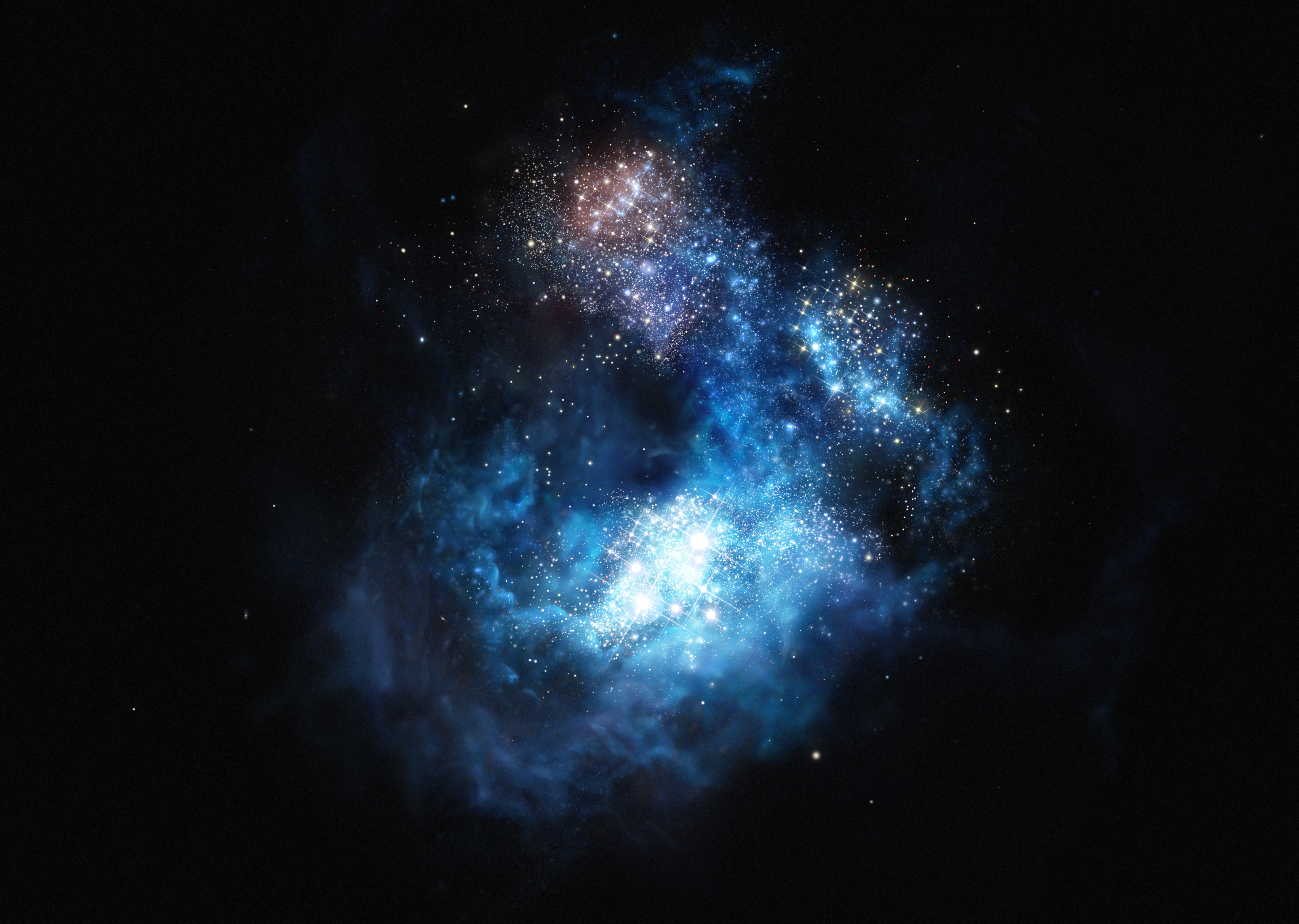
Vue d'artiste de CR7.

La galaxie CR7 (Cosmos Redshift 7) est une galaxie de la constellation du Sextant. Située à 12,9 milliards d'années-lumière de la Terre, c'est l'émetteur Lyman-alpha le plus lumineux découvert à ce jour et l'une des galaxies les plus lointaines (et donc l'une des plus vieilles) jamais observées. En juin 2015, une publication y fait état de la découverte, pour la première fois, d'étoiles de population III,,,,,. Avant ces travaux, l'existence de ces étoiles, formées peu après le Big Bang et constituées uniquement d'éléments légers (hydrogène, hélium principalement) n'était que théorique. Pour réaliser cette étude, les astronomes ont utilisé des instruments des VLT, Keck et du télescope spatial Hubble.